# Megatrachelus
Megatrachelus là một chi bọ cánh cứng trong họ Meloidae.
Chi này được miêu tả khoa học năm 1845 bởi Motschulsky.

## Các loài
Các loài trong chi này gồm:
- Megatrachelus pallidipennis (Motschulsky, 1845)
- Megatrachelus politus (Gebler, 1832)
- Megatrachelus quadricollis (Fairmaire, 1892)
- Megatrachelus sibiricus (Tauscher, 1812)
- Megatrachelus subpolitus (Reitter, 1911)